# Алсідес Араужу Алвес
Алсі́діш Едуа́рду Ме́ндіш ді Араужу Алвіш (порт. Alcides Eduardo Mendes de Araújo Alves; 13 березня 1985, Сан-Жозе-ду-Ріу-Прету), відомий як Алсідіш Араужу Алвіш — бразильський футболіст, захисник.

## Біографія

### Клубна кар'єра
Почав професіональну кар'єру в клубі «Віторія» (Салвадор), після чого недовго грав за німецький «Шальке 04» і бразильський «Сантус».
Влітку 2004 року був куплений англійським «Челсі», і відразу був відданий в оренду до португальської «Бенфіки», в якій грав до кінця 2006 року, допомігши клубу стати чемпіоном країни. На початку 2007 року був відданий в оренду до ПСВ до кінця сезону 2007/08, і разом з командою двічі став чемпіоном Нідерландів.
У серпні 2008 року підписав чотирирічний контракт з дніпропетровським «Дніпром». У Прем'єр-лізі чемпіонату України дебютував 1 вересня 2008 року в матчі проти харківського «Металіста» (2:0).
З кінця 2009 року практично перестав виходити на футбольне поле. Був замішаний у багатьох скандалах.
Влітку 2012 року на правах вільного агента залишив «Дніпро» і повернувся в Бразилію, де був заарештований за незаконне зберігання зброї.
13 березня 2013 року Алсідіш перейшов в клуб «Наутіко Капібарібе». На одному з перших тренувань захисник побився з одноклубником, а в першій грі проти «Іпіранги» заробив пенальті у ворота своєї команди. Всього зіграв за команду у трьох матчах чемпіонату штату.
З 2014 року став виступати за клуб «Ферровіарія», з якого віддавався в оренди до «Атлетіко Паранаенсе» та «Крісіуми».

### Кар'єра в збірній
2003 року залучався до складу молодіжної збірної Бразилії, разом з якою виграв молодіжний чемпіонат світу в ОАЕ. Всього на молодіжному рівні зіграв у 7 офіційних матчах.

## Досягнення

### «Бенфіка»
- Чемпіон Португалії (1): 2004/05
- Фіналіст Кубка Португалії: 2004/05

### «ПСВ»
- Чемпіон Нідерландів (2): 2006/07, 2007/08
- Учасник суперкубка Нідерландів: 2007

### Бразилія
- Чемпіон світу (U-20): 2003